# Auld Lang Syne
"Auld Lang Syne" је популарна песма, посебно на енглеском говорном подручју. Традиционално, пева се за испраћај старе године у поноћ у новогодишњој ноћи. Осим тога, често се чује на сахранама, матурама и као опроштај или завршетак других прилика; на пример, многи огранци извиђачког покрета га користе за затварање џамборија и других функција.
Текст је песмe на шкотском језику коју је написао Роберт Бернс 1788. али је заснована на старијој шкотској народној песми. Године 1799. постављена је на традиционалну мелодију, која је од тада постала стандардна. „Auld Lang Syne“ је наведен као бројеви 6294 и 13892 у Индексу народних песама Роуд .
Шкотски наслов песме може се превести на стандардни енглески као „старо давно“ или, мање буквално, „давно давно“, „дани прошли“, „давна времена“ или „стара времена“. Сходно томе, "For auld lang syne", како се појављује у првом реду рефрена, може се слободно превести као "због старих времена".
Фраза „Auld Lang Syne“ се такође користи у сличним песмама Роберта Ејтона (1570–1638), Алана Ремзија (1686–1757) и Џејмса Вотсона (1711), као и у старијим народним песмама које су претходиле Бернсу.
У модерно доба, Метју Фит користи фразу „in the days of auld lang syne“ као еквивалент „једном давно “ у свом препричавању бајки на шкотском језику.

## Историја
Роберт Бернс је 1788. послао копију оригиналне песме Шкотском музичком музеју са напоменом: „Следећа песма, стара песма, из старих времена, која никада није била штампана, па чак ни у рукопису док је нисам узео од једног старца“.
Неке од текстова песника је заиста „сакупио” уместо да их је компоновао; балада „Old Long Syne“ коју је 1711. штампао Џејмс Вотсон показује значајну сличност у првом стиху и рефрену са Бернсовом каснијом песмом  и скоро сигурно је изведена из исте „старе песме“. Цитат прве строфе баладе Џејмса Вотсона:
Should Old Acquaintance be forgot,

and never thought upon;

The flames of Love extinguished,

and fully past and gone:

Is thy sweet Heart now grown so cold,

that loving Breast of thine;

That thou canst never once reflect

On old long syne.

Chorus:

On old long syne my Jo,

On old long syne,

That thou canst never once reflect,

On old long syne.
Исправна је претпоставка да се остатак песме припише самом Бернсу.
Песма је првобитно имала још једну мелодију, која се може пратити до око 1700. године, а Роберт Бернс ју је сматрао „осредњом“. Прва документована употреба мелодије која се данас обично користи била је 1799. године, у другом тому Одабраних песама Шкотске Џорџа Томсона. Песма је пентатонична шкотска народна мелодија, која је вероватно првобитно била живахни плес са много бржим темпом. Постоји извесна сумња да ли је ова мелодија она којој је Бернс првобитно намеравао да пева своју верзију песме.
Певање песме у новогодишњој ноћи врло је брзо постао обичај Шкота који се убрзо проширио и на друге делове Британских острва. Како су Шкоти (да не спомињемо Енглезе, Велшане и Ирце) емигрирали широм света, песму су понели са собом.
Верзије "Auld Lang Syne" које користе друге текстове и мелодије су опстале као народне песме у изолованим шкотским заједницама.

## Текст
Песма почиње постављањем реторичког питања : Да ли је у реду да се стара времена забораве? Одговор се углавном тумачи као позив на сећање на дугогодишња пријатељства. Алтернативно, „требало би“ се може схватити као „ако“ (изражавање условног расположења) које се односи на могући догађај или ситуацију.
Одабране песме Шкотске Џорџа Томсона објављене су 1799. године у којима је други стих о поздраву и наздрављању померен на своју садашњу позицију на крају.
| Бернсов оригинални шкотски стих | Стандардна енглеска верзија (singable) |
| --- | --- |
| Should auld acquaintance be forgot, and never brought to mind? Should auld acquaintance be forgot, and auld lang syne? Chorus: For auld lang syne, my jo, for auld lang syne, we'll tak' a cup o' kindness yet, for auld lang syne. And surely ye'll be your pint-stoup! and surely I'll be mine! And we'll tak' a cup o’ kindness yet, for auld lang syne. Chorus We twa hae run about the braes, and pou'd the gowans fine; But we've wander'd mony a weary fit, sin' auld lang syne. Chorus We twa hae paidl'd in the burn, frae morning sun till dine; But seas between us braid hae roar'd sin' auld lang syne. Chorus And there's a hand, my trusty fiere! and gie's a hand o' thine! And we'll tak' a right gude-willie waught, for auld lang syne. Chorus | Should old acquaintance be forgot, and never brought to mind? Should old acquaintance be forgot, and auld lang syne? Chorus For auld lang syne, my dear, for auld lang syne, we'll take a cup of kindness yet, for auld lang syne. And surely you'll buy your pint cup! and surely I'll buy mine! And we'll take a cup o' kindness yet, for auld lang syne. Chorus We two have run about the hills, and picked the daisies fine; But we've wandered many a weary foot, since auld lang syne. Chorus We two have paddled in the stream, from morning sun till dine; But seas between us broad have roared since auld lang syne. Chorus And there's a hand my trusty friend! And give me a hand o' thine! And we'll take a right good-will draught, for auld lang syne. Chorus |

## Подешавања и цитати мелодије
Чини се да енглески композитор Вилијам Шилд кратко цитира мелодију „Auld Lang Syne“ на крају увертире своје опере Розина (1782), што је можда њена прва забележена употреба. Тврдња да је Бернс позајмио мелодију од Шилда је из разних разлога мало вероватна, иако су је обојица могли врло добро узети из заједничког извора. Проблем је у томе што мелодије засноване на истом скупу плесних корака нужно имају сличан ритам, па чак и површна сличност у мелодијском облику може изазвати веома снажну привидну сличност мелодије у целини. На пример, Бернсова песма " Comin' Thro' the Rye " пева се на мелодију која би такође могла бити заснована на "Миллеровом венчању". Порекло мелодије „ Боже сачувај краља “ представља веома сличан проблем и из истог разлога, јер је такође заснована на плесној такти.
Године 1792. аустријски композитор Џозеф Хајдн аранжирао је Auld Lang Syne као једну од преко 400 аранжмана шкотских народних песама које су наручили Џорџ Томсон и издавачи Вилијам Нејпијер и Вилијам Вајт; његов аранжман је можда помогао популаризацији песме. Лудвиг ван Бетовен је такође написао аранжман Auld Lang Syne ( ВоО 156/11) објављен као део његових 12 шкотских народних песама (1814). Обе ове класичне верзије користе оригинални жустри ритам.
Године 1855. Алберт Лаигхтон је написао различите речи за мелодију Auld Lang Syne под називом „Песма старих људи“. Ова песма је уврштена у мелодију, Концертне мелодије оца Кемпа, објављене у Бостону, Масачусетс, 1860. Дуги низ година била је традиција Стотонског музичког друштва да пева ову верзију у знак сећања на оне који су те године умрли.

У хорској традицији Свете харфе постоји њен аранжман под називом „Пленарни“. Текст је мементо мори и почиње речима "Hark! from the tomb a doleful sound". Још једно хришћанско окружење, које користи назив „Fair Haven“ за исту мелодију, користи текст „Hail! Sweetest, Dearest Tie That Binds“ од Амоса Сатона. На сличан начин, 1999. Клиф Ричард је објавио поставку Господње молитве (као „ Миленијумска молитва “) на мелодију.
Британски војници у рововима у Првом светском рату певали су „Ми смо овде јер смо овде“ уз мелодију „Auld Lang Syne“.

## Када се пева

### За Нову годину
„Auld Lang Syne” се традиционално пева на крају новогодишњих окупљања у Шкотској и широм света, посебно у земљама енглеског говорног подручја.
У Хогманеју у Шкотској, уобичајена је пракса да се сви удружују са особом поред себе како би формирали велики круг око плесног подија. На почетку последњег стиха (And there's a hand, my trusty fiere!/and gie's a hand o' thine!), свако прекрсти руке на грудима, тако да десна рука пружи особи са леве и и обрнуто. Када се мелодија заврши, сви јуре у средину, држећи се и даље за руке. Када се круг поново успостави, сви се окрећу испод руку да би завршили окренути ка споља са још спојеним рукама. Традиција певања песме на растанку, скрштених руку, настала је средином 19. века међу масонима и другим братским организацијама.
Изван Шкотске руке су често укрштене од почетка песме, што је у супротности са шкотским обичајем. Шкотску праксу показала је краљица Елизабета II на прославама Миленијумске куполе 2000. године. Неки медији су јој замерили што није "правилно" прекрстила руке, несвесна да исправно следи шкотску традицију.

### У другим приликама
Поред прославе Нове године, „Auld Lang Syne“ се веома широко користи да симболизује друге „завршетке/нове почетке“ – укључујући испраћаје, сахране (и друге меморијале мртвих), дипломе, крај журкe, џамбори извиђачког покрета, избор нове владе, па чак и као сигнал да се малопродајна радња ускоро затвара. Мелодија се такође широко користи за друге речи, посебно химне, песме спортских и других клубова, па чак и државне химне ( Јужна Кореја 1940-их, и Малдиви до 1972). У Шкотској и другим деловима Британије, посебно се повезује са прославама и спомен обележјима Роберта Бернса. Следећа листа специфичних употреба је далеко од свеобухватне.

#### У земљама у којима се не говори енглески
"Auld Lang Syne" је преведена на многе језике, а песма се пева широм света. Пентатонска лествица песме одговара скалама које се користе у Кореји, Јапану, Индији, Кини и другим азијским земљама, што је проширило популарност мелодије на Истоку. Следећа листа конкретних примера детаљно описује ствари које су посебне или необичне у вези са употребом песме у одређеној земљи и (нужно) није свеобухватна.
- У Данској је песму 1927. превео дански песник Јепе Аакјӕр. Слично као што је Роберт Бурнс користио дијалект, Аакјӕр је превео песму на Sallingbomål, облик јутландског дијалекта. Песма „ Skuld gammel venskab rejn forgo“ је саставни део данске традиције Хøјсколеа, а често је повезан са више руралних подручја и старим традицијама.
- У Холандији се мелодија користи као холандска фудбалска песма „ Wij houden van Oranje“, у извођењу Андре Хазеса .
- У Западном Бенгалу и Бангладешу, мелодија је била директна инспирација за бенгалску народну песму „Purano shei diner kotha“ („Сећања на добра стара времена“), коју је компоновао нобеловац Рабиндранат Тагоре [30][31] и чини једну од препознатљивијих мелодија у Рабиндри Сангиту („Рабиндрине песме“), скупу од 2230 песама и лирских песама које чине окосницу бенгалске музике.
- На Тајланду је песма "Samakkhi Chumnum" ( สามัคคีชุมนุม, 'заједно у јединству') постављена је на исту мелодију. Углавном се пева после спортских утакмица. Тајландски текстови су патриотска песма о краљу и националном јединству, а многи Тајланђани нису свесни западног порекла песме.[32]
- У Јапану се мелодија користи за песму „ Хотару но Хикари “ (Светлост свитаца), која има другачији текст. „Хотару но Хикари“ се свира на многим матурским свечаностима, као и на крају новогодишње емисије НХК Кохаку Ута Гасен . Игра се у разним установама као што су барови, ресторани или робне куће у Јапану како би се купцима јавило да се установа ускоро затвара.[33]
- У Кореји, песма је позната као "Јакбиеол" (작별, Збогом) или (ређе) као "Сеокбиеол-уи Јеонг" (석별의 정, Осјећај опроштаја). Од 1919. до 1945. служила је као национална химна корејске владе у егзилу, а од 1945. до 1948. била је мелодија корејске националне химне. Текстови који су тада коришћени били су исти као актуелна национална химна Јужне Кореје.[34]
- Пре 1972. то је била мелодија за химну Малдива (са садашњим речима).

### Употреба у филмовима
Снажне и очигледне асоцијације на песму и њену мелодију учиниле су је уобичајеном за филмске звучне записе од најранијих дана када слике „причале“ до данас – велики број филмова и епизода телевизијских серија користили су је као позадину, уопштено али никако искључиво да дочара Нову годину.

## Запажене перформансе

### Снимци
Први снимак песме су на воштаном цилиндру 1898. године направили Енглези Чарлс Семјуел Мајерс и Алфред Корт Хаден, који су је отпевали у демонстрацији нове технологије док су били на експедицији за снимање абориџинске аустралијске музике са ликовима укључујући Чарлса Селигмана, ВХ. Р Риверс и Сидни Херберт Реј. Оригинални снимак из 1898. може се чути на мрежи преко веб странице Британске библиотеке звука.
Као стандард у музици, "Auld Lang Syne" је од тада много пута сниман, у свим могућим стиловима, од стране многих уметника, како познатих тако и непознатих. Први комерцијални снимак је вероватно био Франк Ц Станли, који је снимио песму 1910. године. Крајем 1999. године, инструментално извођење америчког саксофонисте Кеннија Гија достигло је 7. место на Биллборд Хот 100 након објављивања као сингл. У време пуштања на листу, то је била најстарија написана песма која је доспела на Хот 100 топ листе.